# Идентификация (сериал)
«Идентификация» — российский художественный сериал режиссёра Владлены Санду с Леной Трониной, Никитой Кукушкиным, Полиной Кутеповой в главных ролях. Премьерный показ состоялся в 2019 году на международном фестивале сериалов Series Mania.

## Сюжет
Сериал рассказывает о жизни нелегальных мигрантов в России. Главная героиня — русская сирота Валерия, которая принимает ислам и выходит замуж за киргиза. Однако вскоре её обвиняют в убийстве деверя, и выясняется, что Валерия — не та, за кого себя выдаёт.

## В ролях
- Лена Тронина — Валерия Мазьяне
- Никита Кукушкин — бритоголовый
- Полина Кутепова — Мария Мазьяне, мать Валерии
- Куралбек Чокоев — Бакир Айматов
- Анвар Осмоналиев — Аман Айматов
- Роман Васильев — Даниил Крамер
- Олег Васильков — Григорий Плахов
- Ваган Сароян — Сергей Оганян
- Мээрим Атантаева — Мира
- Валерий Афанасьев — начальник Плахова
- Евгения Симонова — Ирина
- Александр Обласов  — Семён
- Елена Плаксина — Монетка
- Сергей Горобченко — начальник СИЗО
- Виктория Верберг — Елена, прокурор
- Гульназ Келсимбаева — уборщица
- Пётр Фёдоров — Зоман
- Светлана Камынина — жена Семёна
- Елена Морозова — Любовь

## Создание и оценки
Режиссёром проекта стала Владлена Санду, производством занималась компания TNT Premier Studios. Пилотная серия была показана на фестивале сериалов Series Mania во французском Лилле в 2019 году, после чего было запущено основное производство (правда, из-за пандемии коронавируса процесс приостановился на полтора года). Две серии «Идентификации» показали на 72-м Берлинском кинофестивале в феврале 2022 года. 16 февраля пилотный эпизод был показан в
киноклубе «Киноафиша», а 17 февраля появился на стриминговом сервисе Premier.
Критики отмечают, что «Идентификация» — это «попытка сделать видимым мир нелегальных мигрантов в России» и редкий для российского телевидения случай, когда шоураннером стала женщина.